# Нойштадт-ан-дер-Донау
Нойштадт-ан-дер-Донау (нім. Neustadt an der Donau) — місто в Німеччині, знаходиться в землі Баварія. Підпорядковується адміністративному округу Нижня Баварія. Входить до складу району Кельгайм.
Площа — 93,57 км2. Населення становить 14 493 ос. (станом на 31 грудня 2020).